# Liste der Monuments historiques in Couleuvre
Die Liste der Monuments historiques in Couleuvre führt die Monuments historiques in der französischen Gemeinde Couleuvre auf.

## Liste der Bauwerke
| Bezeichnung          | Beschreibung                  | Standort | Kennzeichnung | Schutzstatus | Datum | Bild           |
| -------------------- | ----------------------------- | -------- | ------------- | ------------ | ----- | -------------- |
| Kirche St-Julien     | Erbaut ab dem 12. Jahrhundert | (Lage)   | PA00093073    | Classé       | 1915  | weitere Bilder |
| Maison de Charles IX | Erbaut im Mittelalter         | (Lage)   | PA00093410    | Inscrit      | 1991  | weitere Bilder |

## Liste der Objekte
| Bezeichnung                                                                 | Beschreibung | Standort                       | Kennzeichnung | Schutzstatus | Datum | Bild |
| --------------------------------------------------------------------------- | ------------ | ------------------------------ | ------------- | ------------ | ----- | ---- |
| Grabplatte für Jean Villars Blancfosses († 1654) (Foto in der Base Palissy) | Stein        | in der Kirche St-Julien (Lage) | PM03000084    | Classé       | 1918  |      |